# الحلقة (تراث لا مادي مغربي)
اصطلاحا "الحلقة" (جمعه حلاقي) هي الدائرة وتعني التوزيع الذي يشكله المتفرجين أو المستمعون (شكل دائري) حول شخص أو مجموعة من الأشخاص التي تلقي خطابا أو تقدم عرضا ما. ومنه يمكن استعمال هذه الكلمة على أي شيء يأخذ شكل دائري أو نصف دائري. في العالم العربي، من المعروف أن الدروس التي كانت تُعقد في المدارس، اتخذت في الماضي شكلًا دائريًا، اذ كان الطلاب يجلسون في نصف دائرة حول معلمهم. ولذلك سميت "حلقات الدرس". كما نجد هذا الشكل من التجمعات بارزا في المجتمع الإغريقي (اليوناني) القديم في ما يسمى بأغورا (Agora).

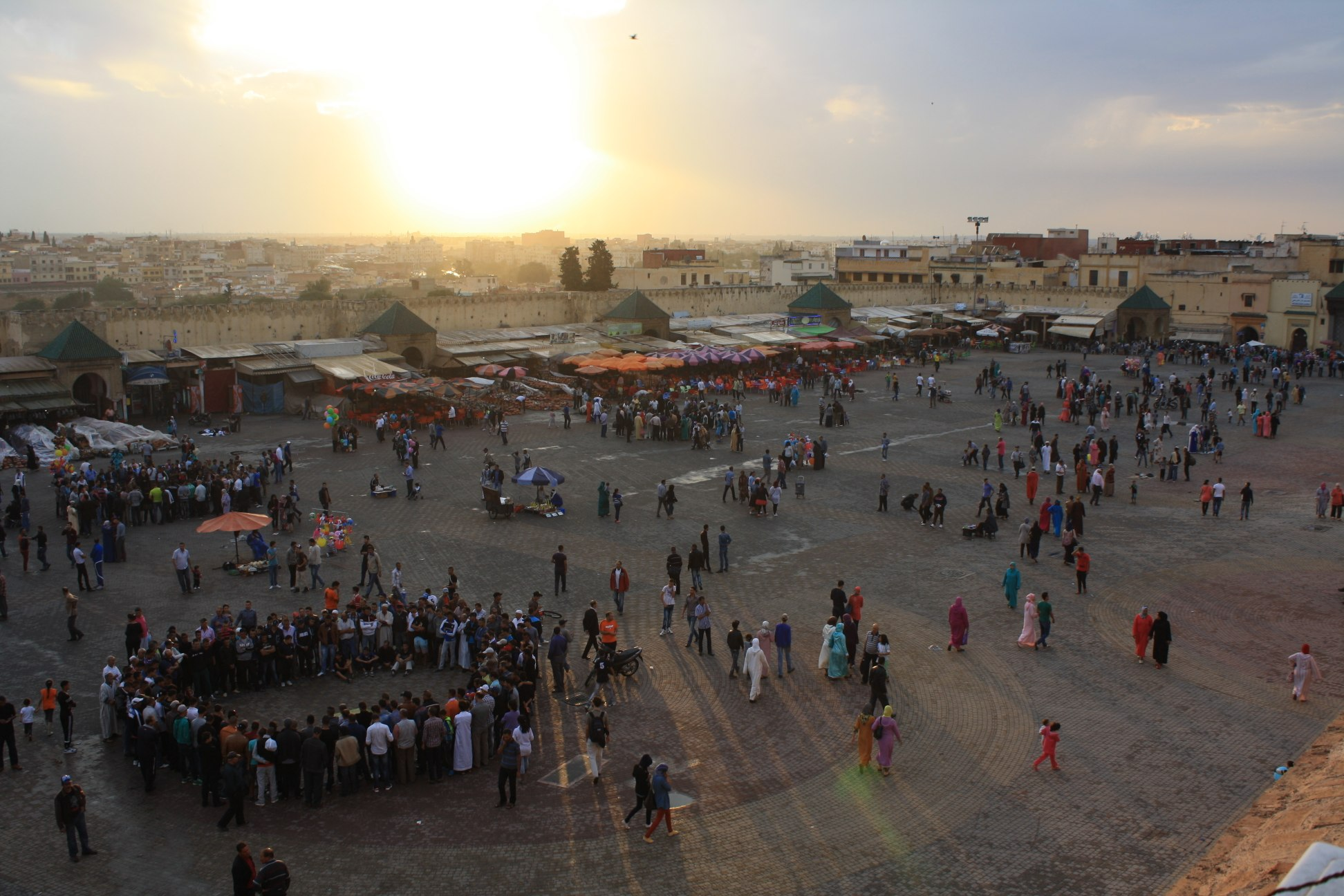
"حلاقي" بساحة الهديم بمكناس

بدايات الحلقة المغربية:النسيج الفني لتاريخا
أول ظهور للحلقة المغربية يعود إلى فترة تاريخية غنية بالتنوع الثقافي والفني في المملكة المغربية. كانت الحلقة في تلك الحقبة تعبر عن الهوية الثقافية والاجتماعية للشعب المغربي، حيث كانت تستخدم في المناسبات الاجتماعية الهامة مثل الأعراس والاحتفالات الدينية. وقد كانت تتميز بتصاميمها البسيطة والألوان التقليدية التي تعكس طابع العصور القديمة.
تعتبر هذه الفترة الأولى لظهور الحلقة المغربية مرحلة هامة في تطورها، حيث شهدت تجديدًا في تصاميمها وتقنيات الصنع المستخدمة. كما تميزت بتعبيرها عن تراث الحرف اليدوية والمهارات الفنية القديمة التي تم توريثها من جيل إلى جيل.
هذه الفترة الأولى لظهور الحلقة المغربية تعكس الروح الفنية والحرفية للشعب المغربي، وتمثل بداية رحلة ممتدة من التطور والابتكار في عالم الحرف اليدوية والموضة التقليدية.
هذا الشكل من التجمعات انزلق وانتقل إلى الثقافة الشعبية المغربية، وأصبح له طابعا خاصّا، ليصير تراثا ثقافيا غير مادي. فبالنسبة للمجتمع المغربي فإن "الحلقة" ممارسة متجذرة في الثقافة المغربية مرتبطة ومتماسكة بمكان أومساحة جغرافية. ومن هذا جاء الاهتمام الأنثروبولوجي بهذا التقليد المرتبط بالمكان أو"مكان الذاكرة" كما سماه بيير نورا.
الحلقة، بمفهومها المغربي هي اذن مسرح الشّعب، دائرة جمهور يتوسطها "الحلايقي" الفنّان(أي الشخص الذي يقدم عرضه). ارتبط هذا المصطلح دائما بالثراء الثّقافي اللامّادي المغربي من موسيقى، ورقص وغناء، ورواية شفوية (القصص المحكاة: الحكاية).

## تاريخ الحلقة بالمغرب
تشير بعض الكتابات التاريخية إلى أنّ فن الحلقة في المغرب نشأ في القرن 19 الميلادي بمدينة مراكش بساحة جامع الفناء، قبل أن ينتشر في باقي المدن. خاصة في أسواقها الأسبوعية التي كان يحج إليها الناس من مختلف المناطق المحيطة بمدينة.

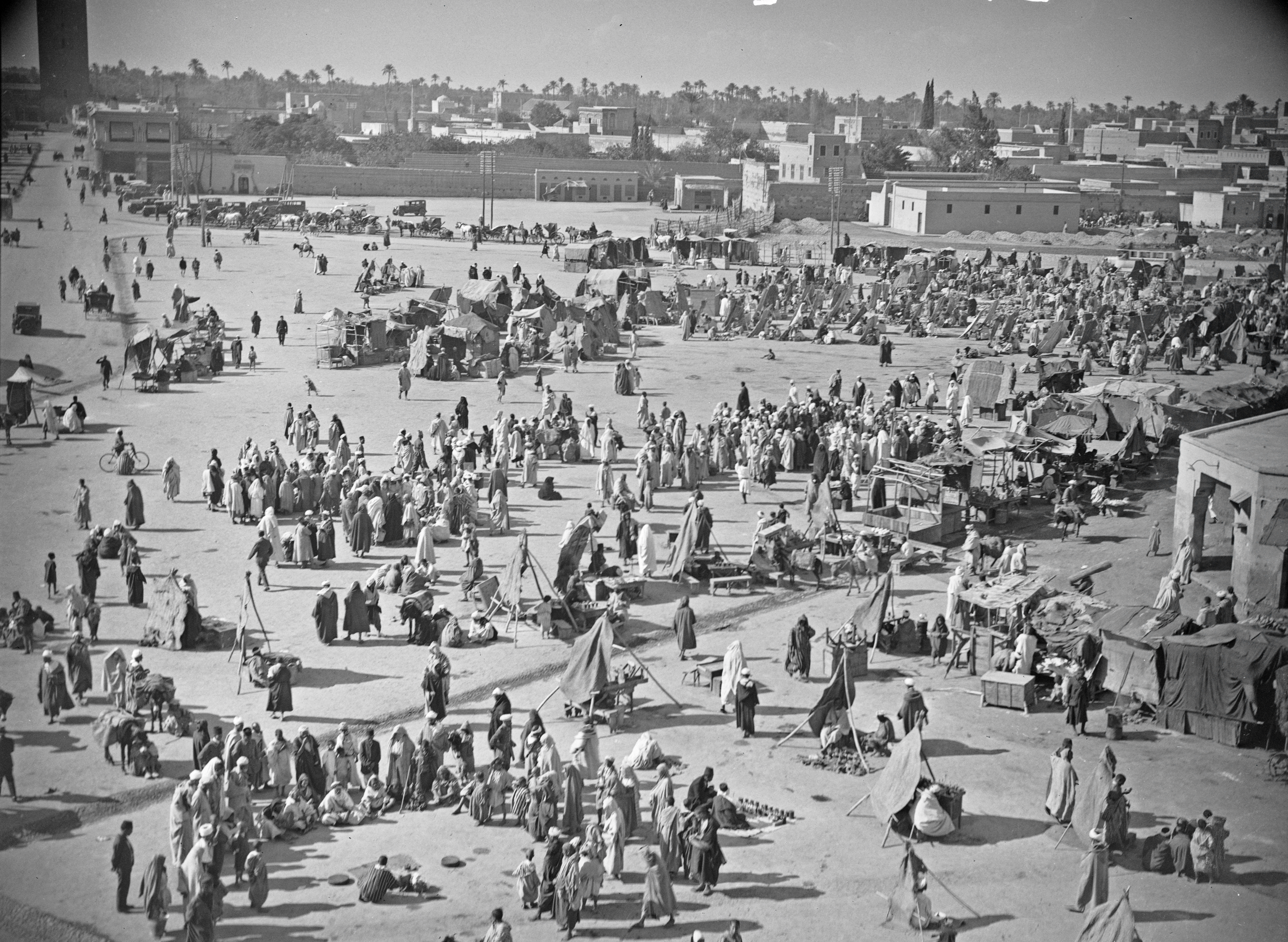
تكوُن مجموعات من "الحلاقي" حول فنانو "الحلقة" بساحة جامع الفنا بمراكش سنة 31-1930

يشرف على تقديم الحلقة مختصين في فن الحكاية والإيماء والألعاب البهلوانية، اذ يعرضون إبداعاتهم في الأسواق وساحات المدن الكبرى مثل باب الساكمة، باب الفتوح، وباب عجيسة بفاس، أو الهديم، وباب منصور العلج بمكناس، وساحة الفنا جامع بمراكش ليُكَون مزيجا من الهزل والدراما والشعر والغناء والرقص والحكاية، يشارك فيه أحيانا حتى الجمهور، ويجسد غالبا أساطير وخرافات أمازيغية وعربية من وحي الثّقافة المغربية المتنوعة.
أما البساط، أي المزاح، فكان في البداية مجرد تمثيل تقليدي للترفيه عن السلاطين ورجال الدولة من جهة، ولترفيه الناس العامة من جهة أخرى، كتشخيص حكاية البلارج على رنات البندير ونغمات المزمار في "الحلاقي" بالساحات العمومية.
قُدمت أولى حفلات مسرح "البساط" بالمغرب أمام السلطان محمد بن عبد الله  واستُخدمت للوعظ والإرشاد بطريقة ترفيهية، فتطور هذا الفن من هذا العرض القصير على مر السنين وبفضل تشجيع السلاطين.
وقد كان هؤلاء الفنانون "الحلايقية" يقدمون إلى الرباط بمناسبة عاشوراء فيقصدون القصر الملكي في جو من الفكاهة والمرح وسط فضول الكبار والصغار من عامة الشعب وحين يصلون إلى المشور السلطاني يشرعون في أداء ألعابهم ورقصاتهم وفكاهاتهم وتمثيلهم.

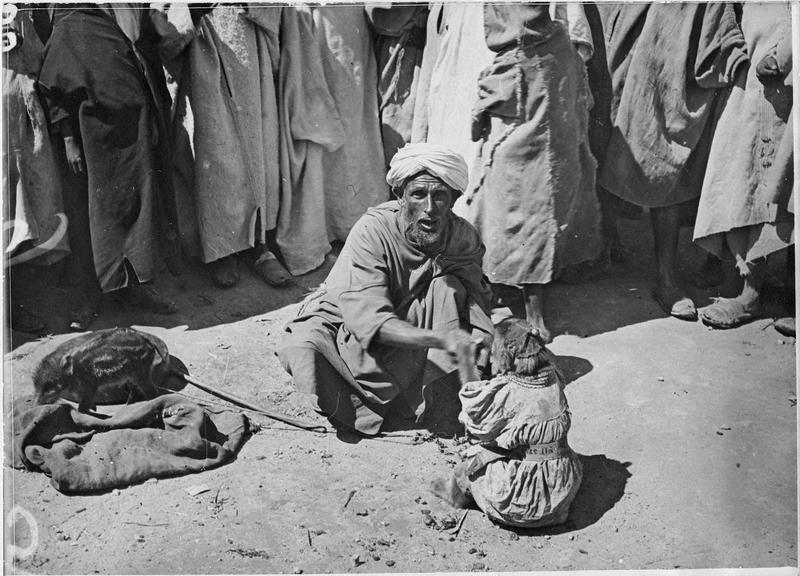
"حلايقي" مختص في عروض القردة بساحة الهديم بمكناس

وإذا كان لكل مجموعة ملامحها الخاصة الذي تميزها، فإن أهل فاس تخصصت في التمثيل. ويروى أن مواضيع التمثيليات التي قدموها أصبحت اجتماعية وطنية فضلا عن طابعها الهزلي، وكانت الاسكتشات تتطرق لمشاكل اجتماعية تُقدم في قالب مسلي أمام الملك الذي يدرك مآسي أصحابها الخفية، فيبحث عن تلك الأمور ويمكن أصحابها من حقوقهم.
سنة 2003 اعتبرت اليونسكو ساحة جامع الفناء، فضاءا ثقافيا وشكلا من أشكال التّعبير الثقافي، ورائعة من روائع الترات الشفوي. من 32 ملفا، تمّ اختيار 19، بينهم ملف ساحة جامع الفناء، كمكان ينبض بشتى أنواع التراث اللاّمادي.
عاش هذا الفن فترات من المد والجزر فبدأ في الاختفاء شيئا فشيئا في بعض المدن المغربية، فإلى جانب فضاءات قليلة، مازالت ساحة جامع الفنا بمراكش، التي اعتمدتها اليونسكو تراثا لاماديا إنسانيا سنة 2008، المهد الحيوي الذي يحتضن رواد فن الحلقة بحكايات عجائبية من التراث الشفاهي المحلي والعربي، أو حركات بهلوانية يؤديها شباب لم يدخل يوما معهدا رياضيا، إلا من إرث حركي تقليدي تختص به بعض القبائل.

## الحكاية الشّعبية (الموروث الحكائي الشّعبي)

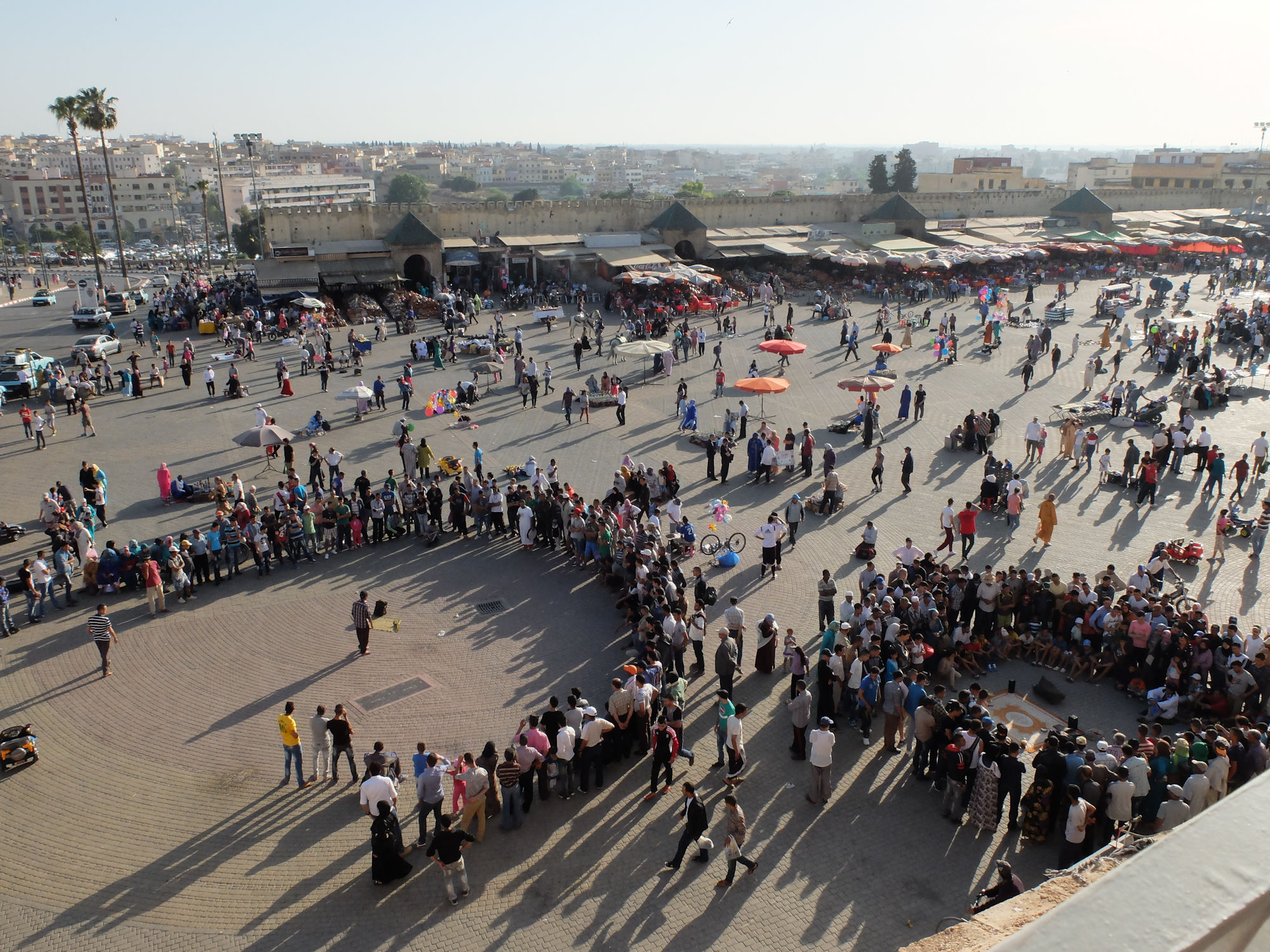
ساحة الهديم بمكناس

### تعريف الموروث الحكائي الشّعبي
يُعرَّف الموروث الحكائي الشعبي على أنه تراث سردي، يدخل ضمن الأدب الشفهي الشعبي المغربي، يتناقل عبر الأجيال بطريقة شفهية، وعادة ما يكون في قالب قصة، أحجية، أو خرافة، الهدف منها الخروج بعِبرة في الأخير. حيث أن الحكاية هي واحدة من أهم وسائل نقل الثقافة والقيم الاخلاقية للأجيال المقبلة.

### أهمية الموروث الحكائي بالمجتمع المراكشي
تعتبر الحكاية جزءا من الهوية المراكشية الجماعية. فقد تم تداول فن الحكي بين الناس، في قالب أسري بينهم، قبلما تصبح حلقة الحكواتي بساحة جامع الفنا من أهم العناصر المكونة لنشاطات هذه السّاحة. وعليه فإن الحكاية أو الرواية الشفهية هي جزء مهم من التراث الشعبي اللامادي.

### محمد باريز: أحد أهم الأسماء البارزة في الموروث الحكائي الشّعبي المغربي

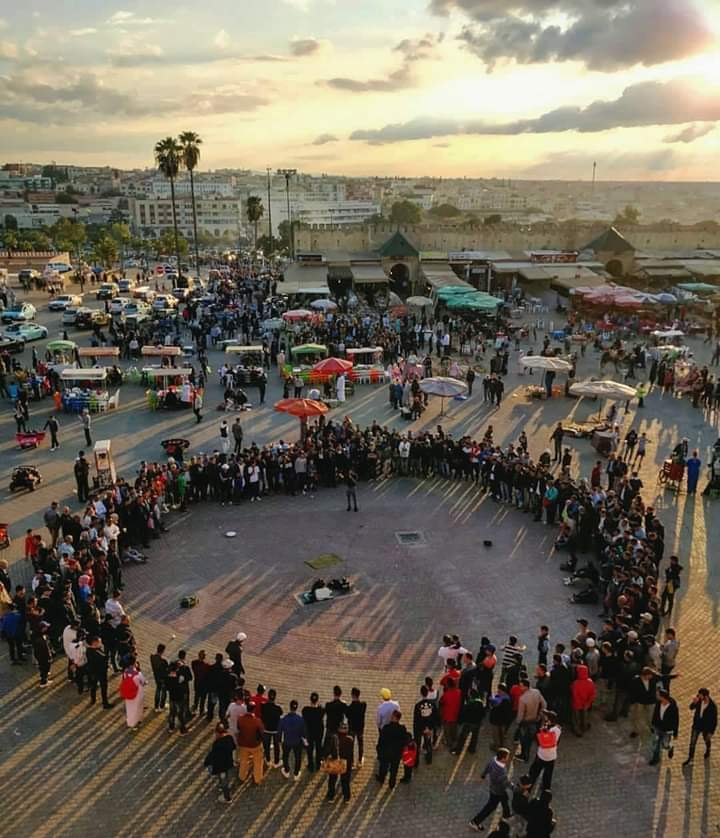
حلقة بساحة الهديم بمكناس

ولد محمد باريز سنة 1959 في مراكش، تأثر بقصص والدته، وبأشهر حكواتي زمانه آنذاك "مولاي محمد الجابري". دخل مضمار الحكاية أبوابه الواسعة سنة 1969، فأتقن فن الروي، ومنهج إبقاء توازن الحلقة من خلال سرده وتجسيده الشفوي المسرحي. ظلت ذخيرته مملوءة إلى اليوم بنفائس ما يحكى و يسرد. وعلى مدى ثلاث عقود صمد ما لديه من موروث حكائي، فرواه و أمثاله بساحة جامع الفنا، ونقلوه لأجيال تحمل الآن مشعل تثمينه والحفاظ عليه أيضا.

### المرأة المغربية والحكاية
دائما ما كانت النّساء مصدر إلهام للروّاة، فتجد حضورهن يزيد الحكاية حِبْكة وتشويقا. ولم يقتصر حضور المرأة بالحكاية فقط كأحد أبطالها، بل كانت السارد لأحداثها، والناسج لخيوطها أيضا. وعليه، فقد كان للمرأة دوران أساسيان في نقل الحكاية الشفهية عبر التاريخ:  تارّة عن طريق الحضور كطرف مساهم في التّأثير على مجرى الأحداث، وتارة كسارد للحكاية نفسها.

#### ريادة المرأة في نقل الحكاية الشعبية داخل المجتمع المغربي
اعتادت المرأة، في عهد خلى، أن تعقد مجالس سرد الحكايات الشعبية في أجواء أسرية مغلقة دافئة، ضمن طقوس تقليدية هي اليوم في حكم الانقراض، تحتفي فيها بفن الرواية رفقة أبناءها، وربما أحفادها بعدهم.
عادة ما يتكوّن المجلس الحكائي من النساء، والأطفال، تتدفّق فيه كل امرأة بما في صدرها من حَكايا. فالمرأة الراوية كانت ذلك الجسر الذي يعبر من خلاله الطّفل بمخيلته أحداث الحكاية ليرسو على سبات، ثم نوم في سكون. تماما مثل الهدهدات التي تنشد للرضيع قبل استسلامه للنّوم.
فهي كانت – المرأة-  ولاتزال، تلعب دور التنشئة الاجتماعية للطفل، ابتداءا من هدهدات المهد، حتى أحاجي وحكايات الطفولة، التي ترسخ بهم قيم الخير، ومبادئ الهوية. تنقلهم الراوية إلى عمق المخيلة، فيكون لها ولِمستمعيها خيال جماعي هو منفذ وملجأ للهروب من الفراغ الواقعي.
الرواية الشفهية هي إذا وظيفة اهتمّت بها الجدات والأمهات قديما. لكن لا تخلو الساحة الجماعية المشتركة من وجود حكواتيات، وراويات نساء زاولن فن الحكاية عبر دخولهن حلقات، سواء بساحة جامع الفنا، أو في ضيافة أكبر الرياضات المراكشية، فكُنّ فنانات، حاملات مشعل هذا التراث وأخصّ هنا كمثال: الحكواتية المدعوة الشريفة لالة رقية، كانت حوالي 111 عام من الآن، تعيش بالجناح المخصص للنّساء بزاوية سيدي بلعباس، حيث يتم جمع كل الشريفات ضيقات الحال، الغير المتزوجات.
جميعة وزهرة أيضا. تعلمتا فن السرد والحكاية، وهن أطفال من جارية -عبدة - قديمة بدار المخزن، كانت حكواتية السّلطان المولى الحسن آنذاك. كما عَهِد السّلطان الحسن الأوّل في زمنه (القرن 18م)، أن يقيم أمسيات خاصّة بالحكاية، بقصر أكدال بمراكش، تحت إشراف أفضل راويات مدينة مراكش.
تجدر الإشارة، الى أن الشريفة لالة رقية، لالة جميعة، ولالة زهرة، وإن احتفظت بهن الذاكرة الجماعية المغربية فهن لسن استثناءا، من المؤكد وجود راويات سواهن، سقطن سهوا أو ربما عمدا من سجل التّوثيق المراكشي المغربي، فلم يصلنا من أخبارهن أ ي شيئ يذكر.

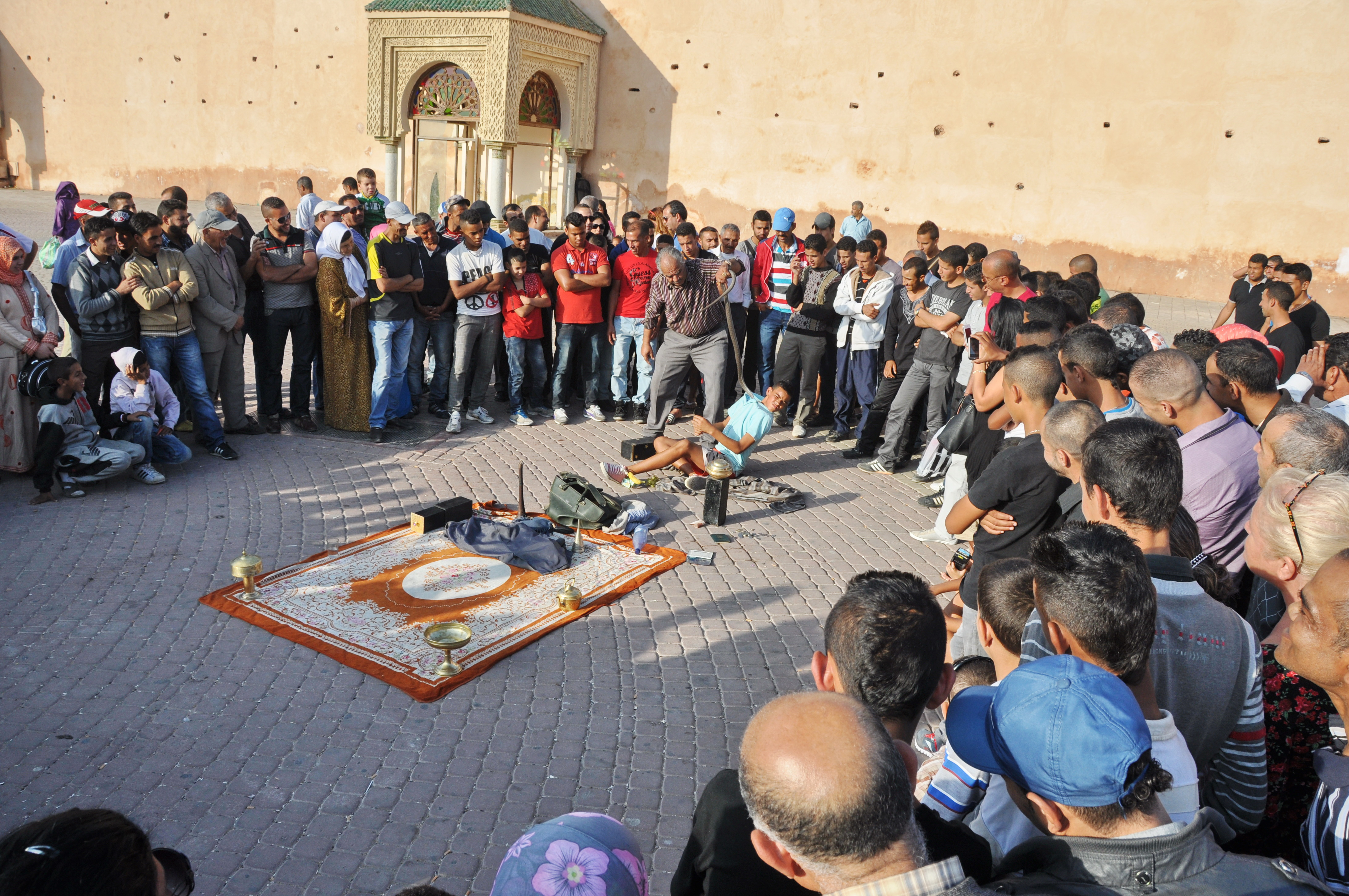
ساحة الهديم بمكناس

## المسرح الشعبي
لقد لعب المسرح الشعبي دورا مهما في العرض لكنه انبنى أيضا على قدرات الحلايقي من خلال بعث التراث الشفوي من رماده ونفض الغبار عن قوالبه وبعثها في أبهى الحلل وألبسه ثوبا قشيبا يلفت الانتباه ويجلب الأذواق الرفيعة لفرجة الحلقة، وكانت قدرته على المحاكاة والارتجال إحدى أهم قدراته التي سلبت العقول، ولكن مغازلتها الذاكرة الجماعية صار أهم مقوماتها " فجوهر الخطاب في الحلقة هو التمثلات الاجتماعية والثقافية المغربية"، وقد اتصلت الحلقة بالرمز كونها تعبيرا عن اللحظة الماضية حيث تستطيع الحلقة ملامسة الحنين إلى التراث الذي جاء به الأجداد فعمدت إلى إحياء تلك العظام الرميم واستحضار الحاضر ومزجهما في عروض مسرحية جميلة ولوحات درامية كوميدية في ركحه المفتوح على كل شيء حتى النقد، ولكن زمنها مقدس وخاص زمن " الفراجة والاسترجاع الجماعي للذاكرة والأصل وللقرية والفج البعيد". من مسارح الحلقة نذكر: الرْما، الرَحَّاليون والرحاليات، المجاذيب، البهلوانيون، بَقْشيشْ، لَمْسيَّح، المدّاحون، أصحاب الحمام والأفاعي والقردة والحمير، “العارفون” بأسرار الطالع والمنجمون والسحرة والمنشدون… لكل واحدة من هذه الفْراجات لُعبتها لها طريقتها في المَسْرَحَة، إلا أنها كلها تتأسس على توظيف عناصر من الذاكرة الشعبية.
في هذا الفن تتمُّ اللُّعبة المسرحية أمام الجميع، كلٌ يشاهد من زاويته، والجميع معروض أمام الجميع، فالوجوه ترى الوجوه، تستطيع أن تُشاهِد و تُشاهَد، أن تتبادل النظر إلى الملامح والانفعالات المكشوفة على الملأ.
تستطيع الحلقة دغدغة نوازع الحنين أو النُستالجْيا خصوصا عندما ترتفع إيقاعات البَنْديرْ في لحن من ألحان أحواش، أو نغمة من نغمات العْيوطْ الحوْزية أو الشاوية، أو حين يتم تقديم الألعاب “التزروالتية” (نسبة إلى تزروالت) مصحوبة بصوت نايْ سوسي كتلك التي تؤانس الراعي في النُجوع البعيدة. فالمُخاطب و جوهرَ الخِطاب في الحلقة هو التَمَثُلات الثقافية والاجتماعية المغربية.
داخل الدائرة “الحلقة” زمن خاص، زمن مُقتطعٌ من الزمن العام ذلك الذي يعيشه “الآخرون”، إنه زمن التمتع بالفْراجَة والاسترجاع الجماعي للذاكرة وللأصل وللقرية والبادية والفج البعيد.

### الحلقة الكوميدية

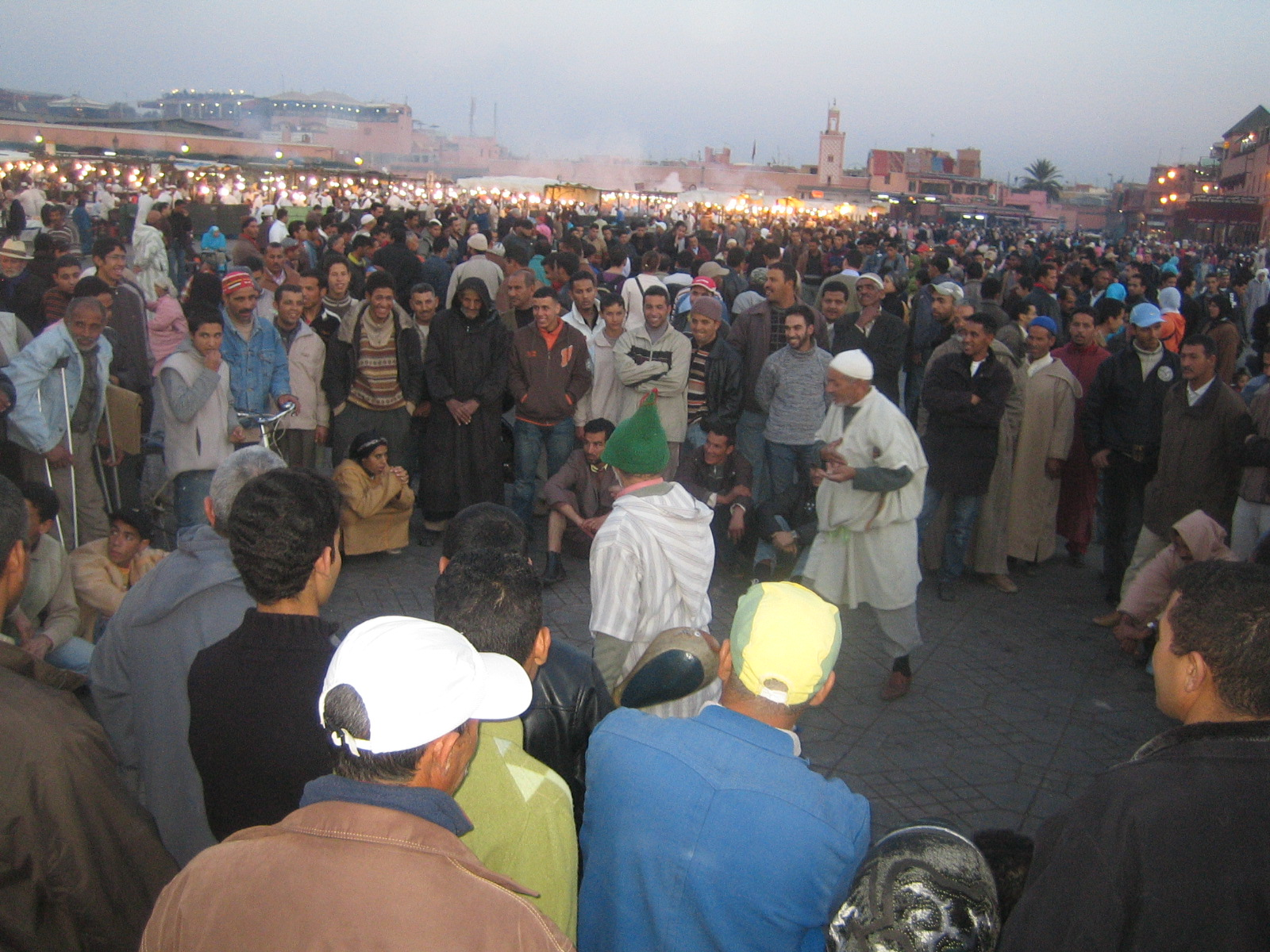
حكواتي بساحة جامع الفنا بمراكش

تتكون من فرد أو مجموعة  تتكون من شخصين إلى ثلاثة أشخاص يؤدون مشهد قصير (سكيتشات) يسخرون من جوانب معينة من الحياة اليومية أو السياسية أو الثقافية. يستخدم بعضهم الحيل السحرية لجذب المتفرجين وتسليتهم، وقد تميز الكوميديون العظماء في النصف الثاني من القرن العشرين بصيتٍ عال، أمثال: بقشيش ، فليفلة ، مول لحمار، الصاروخ…
وأمثال المسيح بالقرن الواحد والعشرين. كل جيل على طريقته، وكل بأسلوبه الكوميدي التعبيري في نقل ما توارثه من نكت ومشاهد قصيرة من وحي عادات وتقاليد المجتمع المغربي.

### حلقة عروض الأكروبات

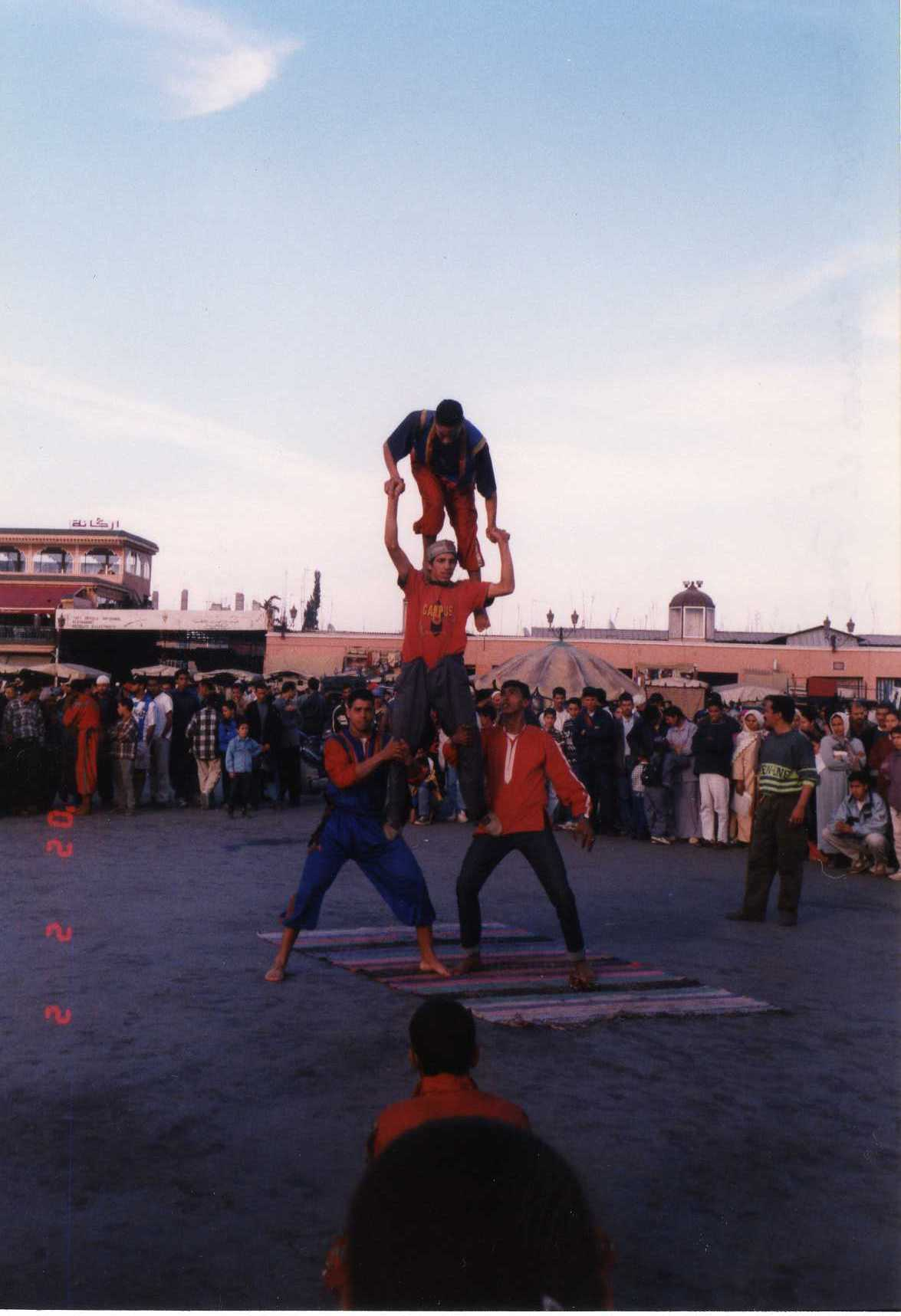
"حلقة" ألعاب الأكروبات بساحة جامع الفنا بمراكش

وهؤلاء جنود من سهل سوسة ووليهم سيدي حمد أو موسى. يرتدون أزياء حمراء وخضراء. منذ سن مبكرة، يضطر البهلوانيون إلى العيش وفقًا لقواعد حياة صارمة للغاية.  يتعلمون من كبار السن ثني عضلات أجسادهم بمرونة، وإخضاعها لتمارين صعبة. كتجسيدهم لهرم يتكون من كل شخص فيهم، حلقته مشهورة.  ويكمن سره وراء الأداء الجسدي في العمل الجماعي الذي يسمح بمثل هذا العمل الفذ.

### حلقة مروضي الحيوانات

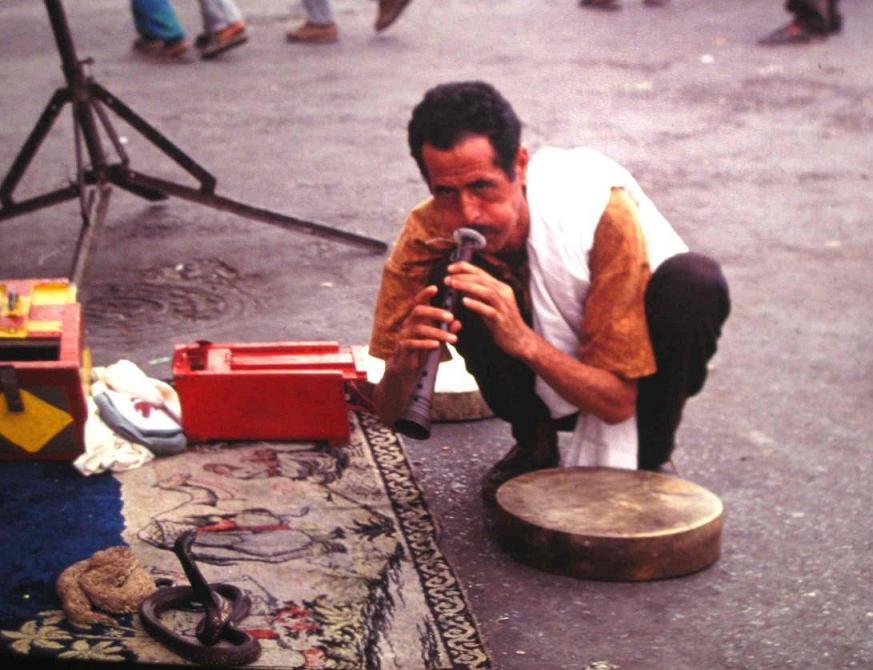
"حلايقي" مختص في عروض الأفاعي بساحة جامع الفنا بمراكش

حلقة العروض ، يمكن أن نذكر مدربي القرود ، الذين يسعدون الجماهير بسبب القدرات الفطرية لهذه الحيوانات على تقليد تعابير وجوه النّاس. كما نذكر حلقة مروضي الثعابين... الذين تميزوا بهالة خاصة جدًا بهم، فدائمًا ما يثيرون في المتفرجين احترامًا ممزوجًا بالخوف. تمّ تحصينهم منذ ولادتهم ضدّ سم الثّعابين، كما لديهم القدرة على امتصاص السم القاتل مباشرة، ممّا يمكنهم في نفس الوقت، من إنقاذ الأرواح البشرية. هذه منحة وعطية، يدينون بها لشيخهم سيدي أحمد بن عيسى، الذي  توجد زاويته بمدينة مكناس.
خلال مراسم الحضرة، التي تُنظم كل عام، في عيد المولد النّبوي، يظهر العيساويين تنوع كراماتهم. لكنهم في جامع الفنا يكتفون بإخضاع الثعابين لقوانينهم، متّحدين وإياهم لصوت موسيقى الغيطة السّاحر. غير أنه يبقى دائما وراء الرّغبة في ترفيه المارّة على الحلقة، احترام العيساوي العميق لأفاعيه.

### حلقة الموسيقي الشّعبية

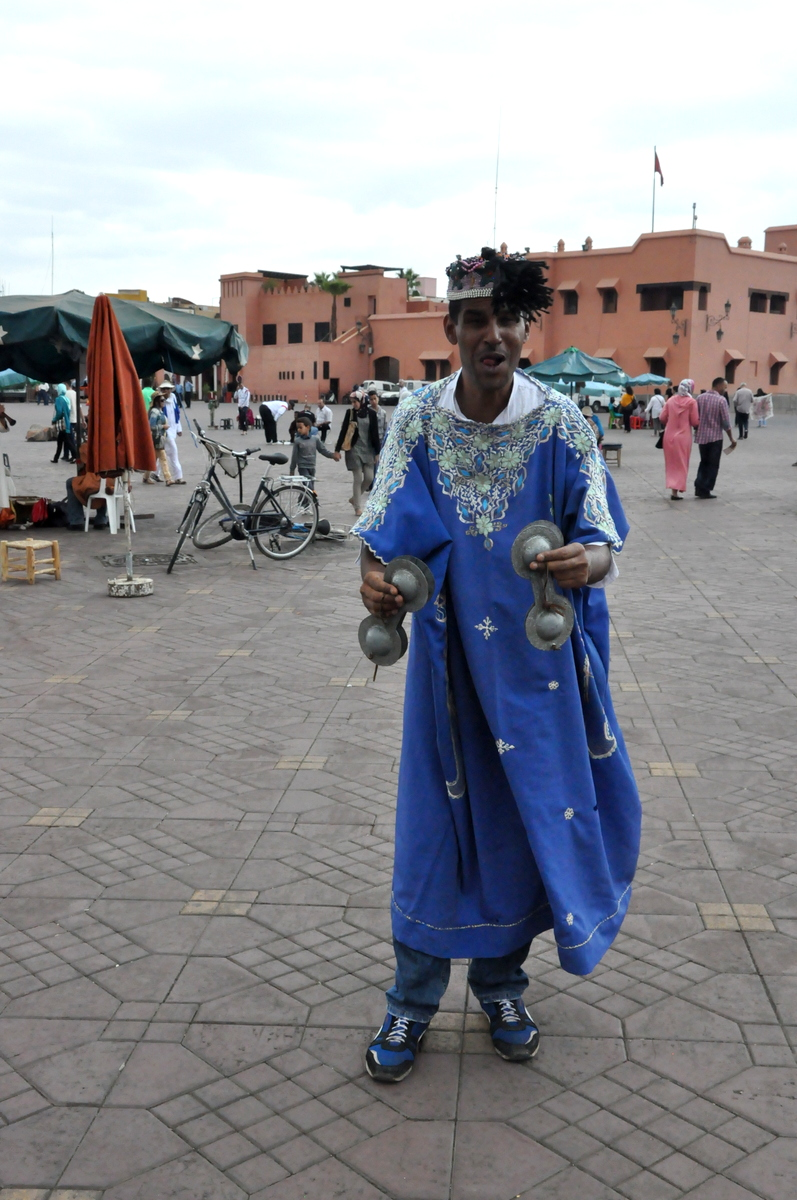
كناوة بساحة جامع الفناء

تعتبر الموسيقى الشعبية من مكونات الحلقة التي تنشط مسرح ساحة جامع الفناء. الملحون ، كناوا، الروايس، الغيطة، أولاد حمر، هداوة، العيطة الحوزية (الحوزي)، حمادشة، أولاد سيدي رحال، كلها تنوّعات موسيقية مستقلة بذاتها، تمثل التراث الموسيقي المتنوع للمغرب.
تتكون الموسيقى الشعبية من قصائد تسمى زجل، من وحي الأدب الشعبي، تغنى باللغة العربية الدّارجة المغربية، على شكل تسلسلات موسيقية و غنائية، مرفوقة بالعزف على آلة:  الكمبري، أو الناي، أو الكمانجا (الكمان). و الطعريجة أو الطارة (الدف) لتمييز الإيقاع. يتشكل بهذا الأسلوب عرضا غنائيا، وموسيقيا مستوحى من نمط عيش المارّة، أو مستنبط من موروتاث وقصص منطقة من مناطق المغرب على حدّ تنوعها. كما قد يكون استرجالا من وحي اللّحظة يُضفي على الحلقة طابع المتعة، والاستئناس.

## تثمين فن الحلقة كتراث شفوي شعبي مغربي في عصرنا الحالي
إن تواجد حلايقي اليوم، ماهو إلا إنصاف لأسلافه من الحلايقية، وتثمين، واستمرارية في الحفاظ على هذا التراث الشفهي. ذلك أن فن الحلقة عامة والحلايقيين خاصة قد شكلوا دائما نواة لشكل من التعبير المسرحي العفوي للقضايا الاجتماعية من موروثات وعادات، وتقاليد، والسياسية من نمط وقوانين عيش داخل المجتمع. واعتبروا منذ ذلك الحين الحراس الأمينين لثقافة شفوية تعود لمئات السنين، ومتجندين لها، ومدافعين عنها إلى اليوم.